# Pala di San Marco
La Pala di San Marco è un dipinto a tempera su tavola (scomparto centrale 220×227 cm) di Beato Angelico, databile al 1440 circa e conservato (per lo scomparto centrale e alcuni pannelli secondari) nel Museo nazionale di San Marco a Firenze.

## Storia
La pala era destinata all'altare maggiore della chiesa di San Marco a Firenze, officiata dai domenicani del convento di cui faceva parte anche l'Angelico stesso.
Le vicende della ricostruzione e della nuova decorazione del convento e della chiesa furono complesse, ma abbastanza ben documentate. Dopo che i Domenicani poterono prendere finalmente possesso del convento già dei Silvestrini (più di dieci anni dopo il provvedimento originario), Cosimo de' Medici fece avviare, con generoso mecenatismo, la ricostruzione degli ambienti da parte del suo architetto di fiducia Michelozzo (dal 1438, mentre la decorazione pittorica, composta soprattutto da affreschi, venne affidata all'Angelico e al suo team).
Per quanto riguarda l'altare maggiore della chiesa sorsero alcuni problemi per via dei diritti di patronato spettanti a un certo Mariotto de' Banchi, che non li cedette ai Medici fino al 1438, per la somma considerevole di cinquecento ducati. L'altare venne allora riconsacrato ai santi protettori dei Medici, Cosma e Damiano, che in vita erano stati appunto, secondo la leggenda, "medici", nel senso di professionisti della medicina. La vecchia pala d'altare, un'Incoronazione della Vergine del 1402 in stile tardogotico di Lorenzo di Niccolò, venne rimossa e donata, con un'istanza del Priore Fra Cipriano datata 1438, alla chiesa di San Domenico di Cortona, dove si trovava una comunità domenicana gemellata con quella fiorentina e dove si recò personalmente l'Angelico per effettuare la consegna nel 1440 (nell'occasione venne inciso sulla cornice il nome dei Medici come donatori).

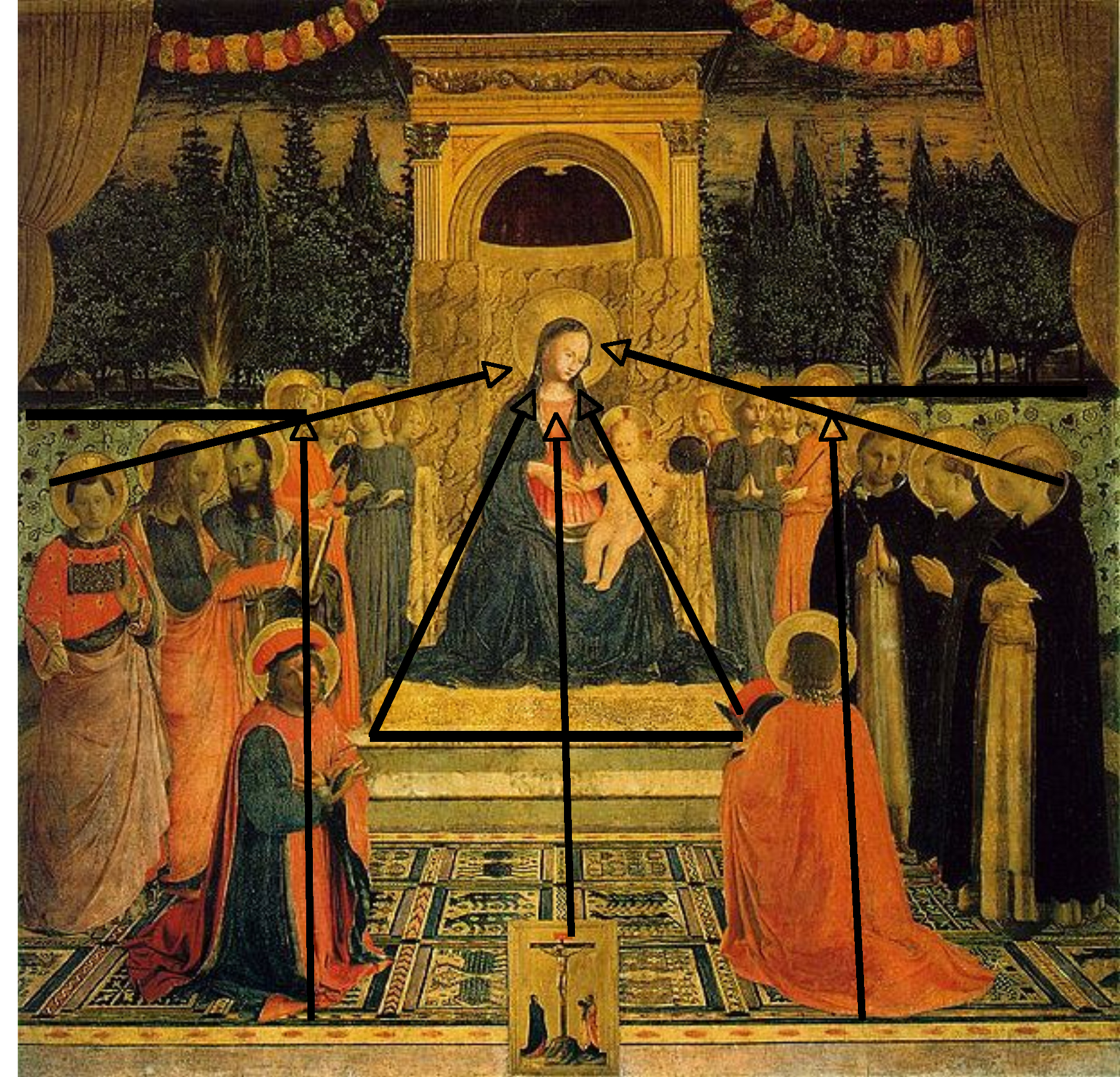
Lo schema prospettico

La nuova pala venne commissionata all'Angelico in un momento imprecisato, verosimilmente nel 1438 quando venne deciso di disfarsi di quella vecchia. Una lettera di Domenico Veneziano a Piero de' Medici, che ci è pervenuta ed è datata aprile 1438, parla di un'opera di grande splendore che in quel periodo Cosimo stava per commissionare e che il pittore avrebbe voluto candidarsi per realizzarla, essendo i due pittori più celebri del momento, l'Angelico e il Lippi, già molto impegnati: non è certo, ma è verosimile che Domenico Veneziano si riferisse proprio alla Pala di San Marco.
All'epoca l'Angelico viveva ancora nel convento di San Domenico di Fiesole, dove dovette iniziare l'opera per poi portarla con sé nel nuovo domicilio del convento fiorentino. Forse nel '40, all'atto della sostituzione, doveva essere pronta, almeno negli elementi principali. In ogni caso durante l'epifania del 1443 la chiesa e l'altare maggiore vennero riconsacrati dall'arcivescovo di Capua Niccolò d'Acciapaccio, alla presenza di papa Eugenio IV, per cui l'opera doveva essere terminata e installata.
Con le soppressioni tra XVIII e XIX secolo la pala venne rimossa smembrata e parzialmente dispersa. I pannelli della predella sono oggi in parte a Firenze e in parte in altri musei internazionali, mentre parzialmente perduto è il corredo di piccoli santi e beati a tutta figura che ornavano i pilastri laterali, anche sui fianchi. Nel 2006 sono state ritrovate due figure di questi santi sconosciute.

### Il restauro improprio e il restauro del 2019
In un periodo imprecisato tra il XVIII e il XIX secolo la Pala di San Marco venne sottoposta a un restauro improprio, a base di soda caustica, facendone uno dei casi più eclatanti dei danni irreversibili che tali interventi abrasivi hanno causato. La soda infatti permetteva una veloce ed efficace pulitura rimuovendo gli stati di sporco e facendo riaffiorare i colori originali. Si tratta però di una sostanza che è molto difficile rimuovere e che continua a scavare sulla superficie pittorica per anni, "mangiando" gli strati superiori del colore e facendo perdere tutti quei dettagli che, secondo la tecnica a tempera, venivano aggiunti tramite velature successive che schiarivano la base, di solito verdastra.
Per questo la pala di San Marco aveva perso tutti quei delicati effetti di luce e di chiaroscuro che caratterizzano la pittura dell'Angelico, consegnandoci un capolavoro imbrunito, alterato nei colori e senza le finiture. I danni erano particolarmente evidenti nelle figure di alcuni santi o del Bambino, che sembrano slavate, oppure nello sfondo che invece presentare un paesaggio rischiarato dal cielo cristallino, appariva una massa pressoché informe di toni cupi e bui.
Per fortuna il trattamento non venne applicato anche alle tavole della predella, che oggi sono la migliore testimonianza dell'arte dell'Angelico su tavola in questo periodo della piena maturità artistica.
Nel 2019 è stato realizzato sul pannello centrale un sapiente restauro che ha in parte mitigato gli effetti "devastanti" dei precedenti resturi e che, come ha dichiarato il Soprintendente dell'Opificio delle Pietre Dure, Marco Ciatti, “ha costituito una sfida complessa per la gravità dei problemi conservativi presenti sia nel supporto ligneo, sia sulla superficie pittorica. E' stato perciò affrontato e risolto come un progetto di ricerca con soluzioni innovative per entrambi gli aspetti”
“La pittura dell'Angelico è fatta di velature sottilissime. Da un punto di vista tecnico è una tecnica quasi da miniatura. Abbiamo dovuto capire come procedere per liberare il dipinto da tutta quella serie di incrostazioni che erano state aggiunte negli anni passati e che lo avevano reso quasi inguardabile. Altro grosso problema è stato quello del supporto ligneo, che era stato creato con una tecnica particolarissima, quasi sperimentale. Il dipinto è venuto da noi proprio perché quel supporto si stava spaccando”.

## Descrizione e stile

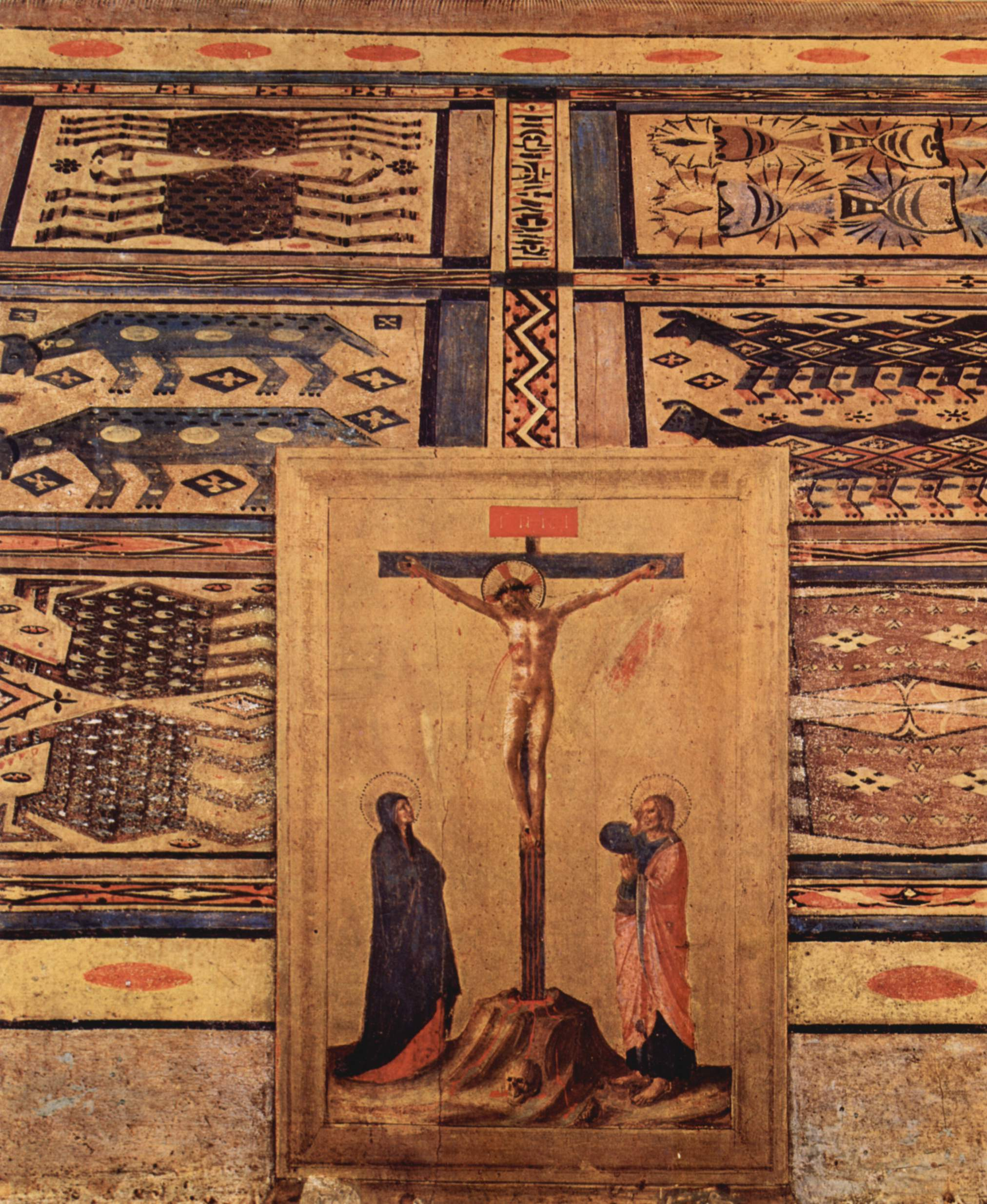
La Crocifissione

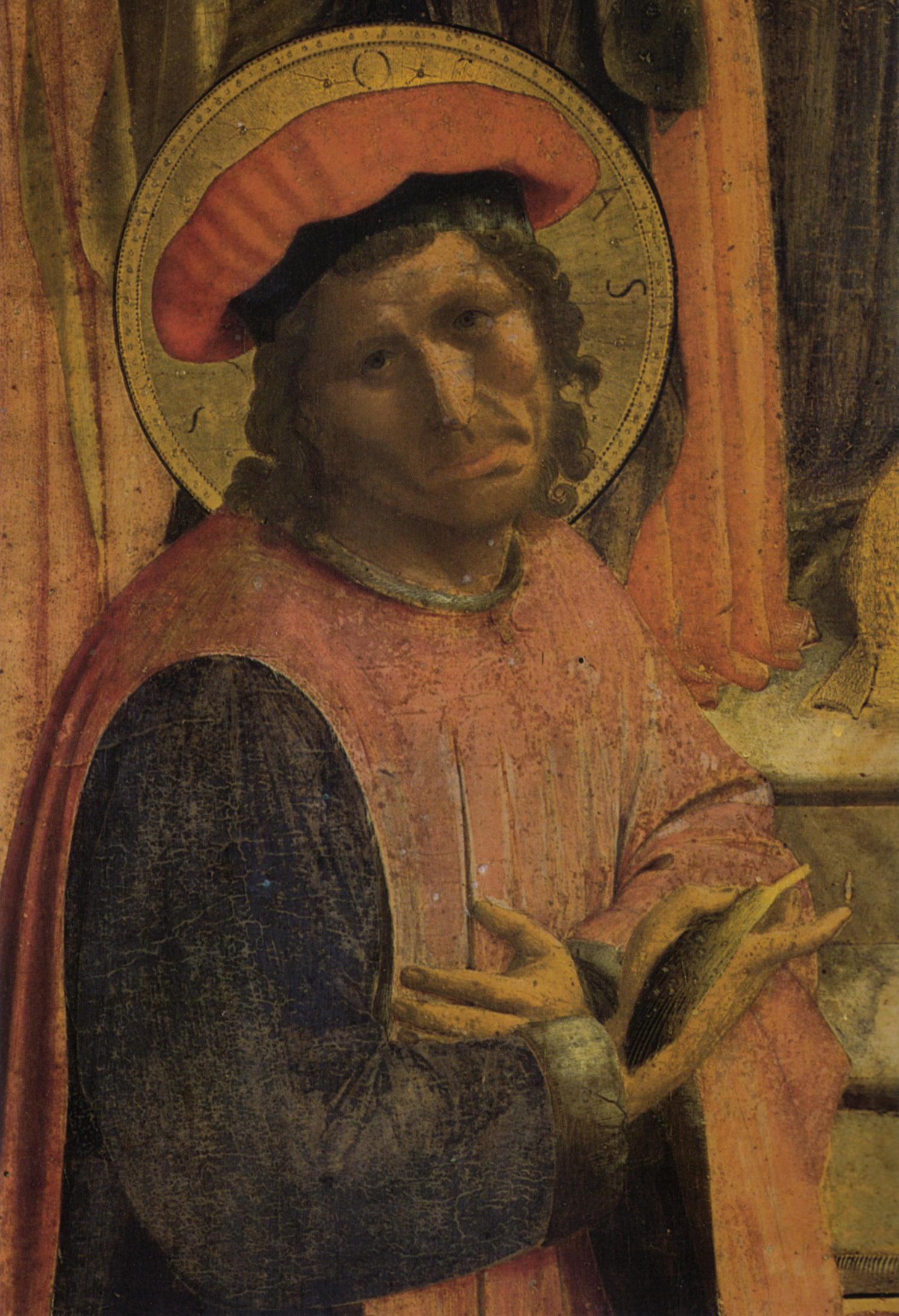
San Cosma

La Pala di San Marco fu considerata fin dalla sua nascita un'opera eccezionale e prestigiosa: era il più importante dipinto commissionato da Cosimo, il cittadino più importante di Firenze, era un manifesto mediceo e al tempo stesso dell'importante Ordine dei Domenicani Osservanti. Inoltre era destinata a un ambiente architettonico rivoluzionario e innovativo, e la pala stessa fu all'altezza del compito per quanto riguarda le novità e le capacità artistiche dispiegate.
La sua incisiva influenza sulle opere successive impedisce oggi di apprezzarne appieno la portata originale e lo stato di conservazione non eccelso ha definitivamente compromesso la finezze originali nel colore, nella luce e nella resa dei dettagli, solo in parte recuperate grazie al resturo del 2019.
Innanzitutto si tratta di una pala "alla moderna", di forma quadrata, ed una dei più antichi esempi documentati di Sacra Conversazione, dove cioè i santi sono rappresentati attorno alla Vergine in maniera naturale, con rimandi di gesti e sguardi come se stessero appunto conversando. La spazialità è più ampia ed ariosa che nelle pale d'altare precedenti, con principi costruttivi avanzati, che fanno sembrare gli espedienti del tabernacolo dei Linaiuoli (la finta incassatura della nicchia, 1433-35) o della Pala di Perugia (la panca in secondo piano, 1437) come stratagemmi relativamente rudimentali.
Al centro si trova la Vergine col Bambino su un alto trono (una "Maestà"), dove convergono le linee prospettiche. La copertura è un arco entro una cornice architravata, in stile rinascimentale ispirato alle opere di Lorenzo Ghiberti e altri. Attorno a Maria si trovano due gruppi di angeli e, più avanti seguendo una disposizione a semicerchio, i santi, tra cui si riconoscono (grazie anche all'iscrizione dei nomi nelle aureole) da sinistra san Lorenzo (con la mano alzata, protettore di Lorenzo il Vecchio, fratello di Cosimo), san Giovanni Evangelista (protettore di Giovanni di Bicci, padre di Cosimo), san Marco (titolare della chiesa), san Domenico, san Francesco d'Assisi e san Pietro Martire. Marco tiene in mano il suo Vangelo, aperto all'episodio in cui Gesù insegna nella sinagoga lasciando stupefatti i dottori e poi ingiunge agli apostoli di non mettersi in viaggio senza altro che un bastone: "non pane non bisaccia, non rame alla cintura" (VI, 2-8). I due santi di sinistra infatti sembrano riflettere lo stupore di coloro che ascoltarono Cristo nella sinagoga, mentre i santi di destra sono i fondatori degli ordini che osservano la regola della povertà apostolica. Sul manto della Madonna si trova una citazione dell'Ecclesiaste, dove si parla degli alberi simbolici che si vedono sullo sfondo.
Davanti alla Vergine si trovano infine inginocchiati i santi Cosma e Damiano, una posizione innovativa che venne poi spesso copiata. San Cosma in particolare, patrono di "Cosimo" il vecchio, è girato verso lo spettatore e se un pittore di qualche decennio dopo vi avrebbe inserito magari il ritratto del committente nelle sue fattezze, l'Angelico dovette simboleggiare con la sua posa che sembra fare da tramite tra la divinità e lo spettatore, l'atteggiamento di Cosimo de' Medici e del suo mecenatismo. Le varie figure sono scalate con consapevolezza in profondità.
Al centro in basso si trova un quadro nel quadro, una piccola rappresentazione della Crocifissione che sormontava, originariamente, il pannello centrale della predella con la Pietà. Questa rappresentazione, senza precedenti noti, chiude il significato religioso dell'intera pala offrendo un ulteriore spunto di riflessione religiosa e accorda le implicazioni sentimentali dei protagonisti del pannello centrale.
Innovativa è la rappresentazione del tappeto anatolico in primo piano, che evidenzia la complessa impostazione prospettica ed è simbolo di prestigio e ricchezza. Prima dell'Angelico un elemento del genere era stato usato solo dai maestri fiamminghi (come Jan van Eyck nella Madonna di Lucca, 1436). Anche lo sfondo è altamente originale e venne in seguito copiato molto spesso, con la cortina oltre la quale spuntano cipressi, cedri e altri alberi, tra cui una simbolica palma, che allude al sacrificio di Cristo. Questo tipo di fondale viene da alcuni attribuito a un'idea di Masaccio presente in un affresco della Cappella Brancacci (Resurrezione del figlio di Teofilo a San Pietro in cattedra), ma altri lo escludono, assegnando tale elemento all'intervento riparatore della fine del Quattrocento di Filippino Lippi.
Gli artifici prospettici sono ben tarati, ma meno ostentati che nelle opere coeve di Filippo Lippi (Incoronazione della Vergine e Pala Barbadori). Della luce che addolciva e unificava gli elementi oggi non resta altro che qualche scarso indizio.
Infine l'ultimo elemento di grande novità dell'opera è rappresentato dalla forte emotività dei protagonisti, spesso dotati di un pathos fino ad allora assente nelle pale d'altare rinascimentali.

## La predella
La predella della pala di San Marco è composta da nove pannelli oggi sparsi in più musei. Al centro si trovava la Pietà, mentre ai lati si trovavano otto storie dei santi Cosma e Damiano, sei sul lato principale e la prima e l'ultima sui fianchi. Queste tavole, relativamente grandi per una predella (circa 36×46 cm), sono in larga parte autografe dell'Angelico e, a parte la tavoletta di Washington, in stato di conservazione ottimale. L'Angelico vi diede uno dei più alti saggi della sua arte nella rappresentazione di scene animate, ricche di invenzioni e notevoli da un punto di vista compositivo, luministico e del colore.
1. Guarigione di Palladia, National Gallery of Art, Washington
2. San Cosma e san Damiano davanti a Lisia, Alte Pinakothek, Monaco di Baviera
3. San Cosma e san Damiano salvati dall'annegamento, Alte Pinakothek, Monaco di Baviera
4. Condanna al rogo dei santi Cosma e Damiano, National Gallery of Ireland, Dublino
5. Pietà, Alte Pinakothek, Monaco di Baviera
6. Crocifissione dei santi Cosma e Damiano, Alte Pinakothek, Monaco di Baviera
7. Decapitazione dei santi Cosma e Damiano, Museo del Louvre, Parigi
8. Sepoltura dei santi Cosma e Damiano, Museo nazionale di San Marco, Firenze
9. Guarigione del diacono Giustiniano, Museo nazionale di San Marco, Firenze

Predella della Pala di San Marco

## I santi nei pilastrini

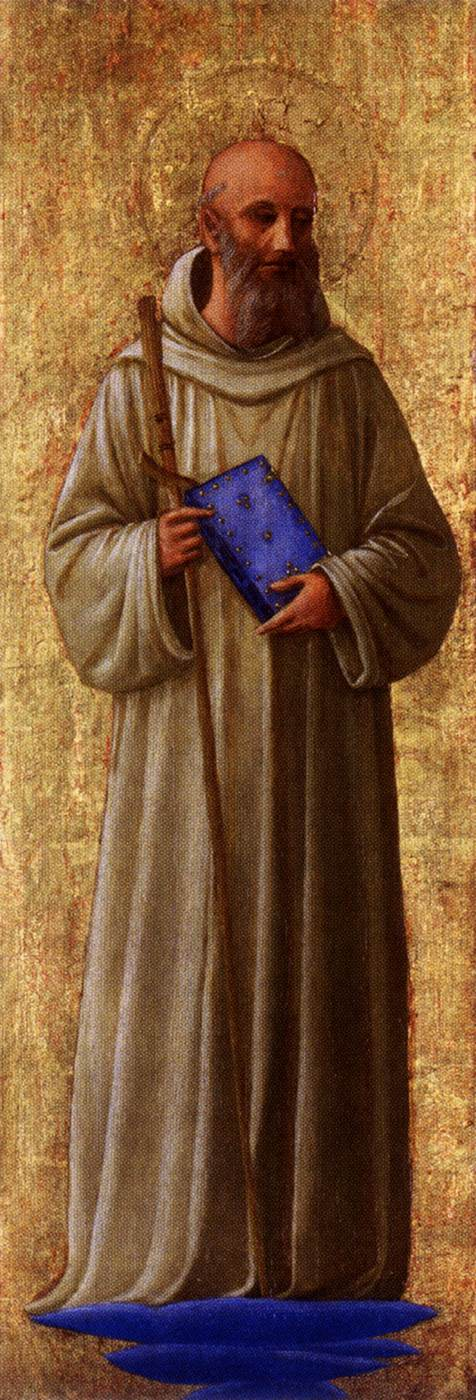
San Romualdo, Minneapolis

I pilastrini laterali della cornice della Pala di San Marco erano originariamente decorati, si suppone, da sedici figurette di santi a tutta figura, disposti in quattro file di quattro ciascuna, che si trovavano due sul lato frontale e due su quelli laterali. Di questi santi ad oggi se ne conoscono otto:
- San Tommaso d'Aquino, alla Fondazione Cini di Venezia
- San Bernardo, al Lindenau Museum di Altenburg
- San Girolamo, al Lindenau Museum di Altenburg
- San Rocco, al Lindenau Museum di Altenburg
- San Romualdo, al Minneapolis Institute of Arts
- San Pietro Martire, alla Royal Collection di Hampton Court
- Sant'Antonio Abate, all'Art Institute of Chicago
- Beato Vincenzo Ferrer, al Museo nazionale di San Marco
- Beato domenicano, forse Giordano di Sassonia, al Museo nazionale di San Marco

Gli ultimi due sono stati riconosciuti solo nel novembre 2006 in una collezione privata di una bibliotecaria inglese di Oxford e dopo essere stati messi all'asta nel marzo 2007, sono stati acquistati da un antiquario fiorentino che li ha poi venduti alla Soprintendenza per il Polo Museale Fiorentino e all'Ente Cassa di Risparmio di Firenze, con la prospettiva di esporli, dopo un restauro, nel Museo di San Marco.
Ciascuno di questi pannelli è orientato in accordo con la posizione che occupa: le figure in alto hanno il bordo dell'abito scorciato "da sott'in su", che mostra l'orlo posteriore, quelle in basso invece seguono una normale curvatura convessa. Ciascun pannello misura circa 39x14 cm. Pannelli simili si trovano anche nel trittico di Perugia (rimontati però in maniera errata nel XIX secolo) e nella pala della Deposizione.

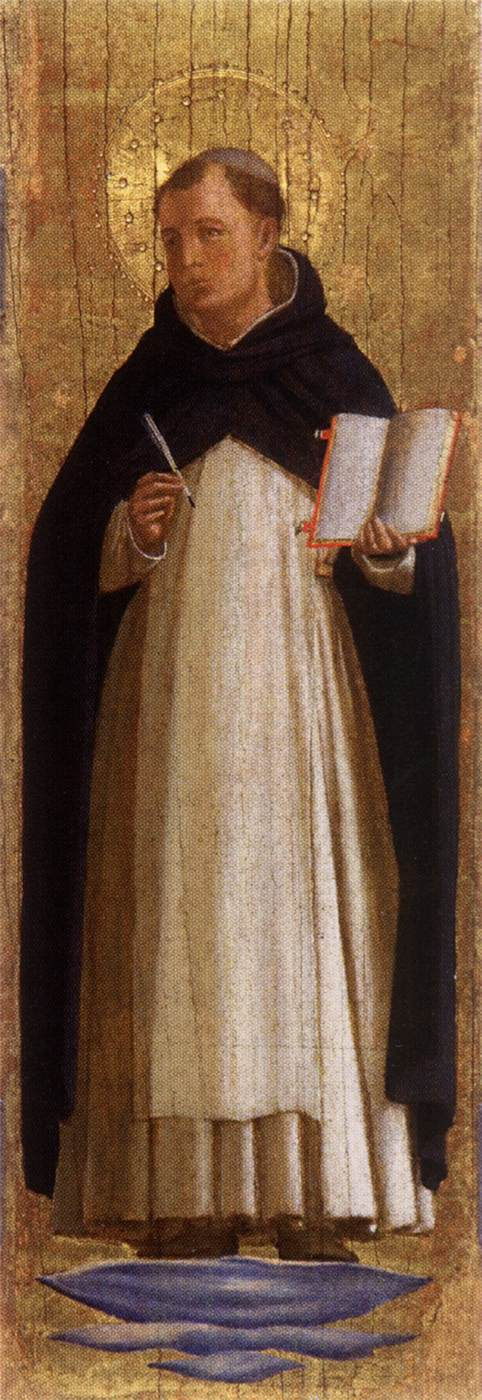
San Tommaso d'Aquino
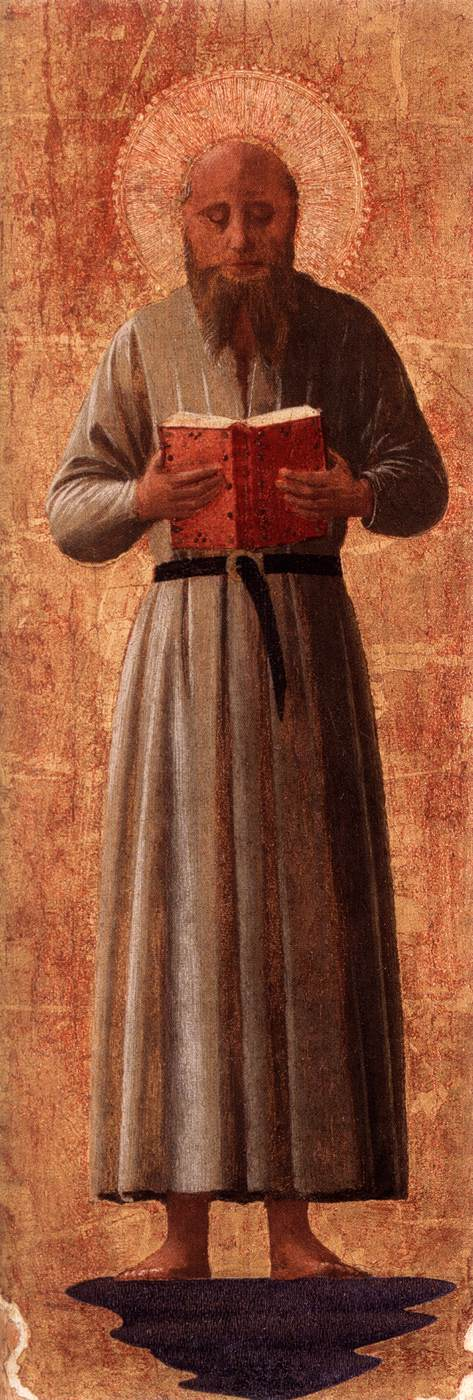
San Girolamo
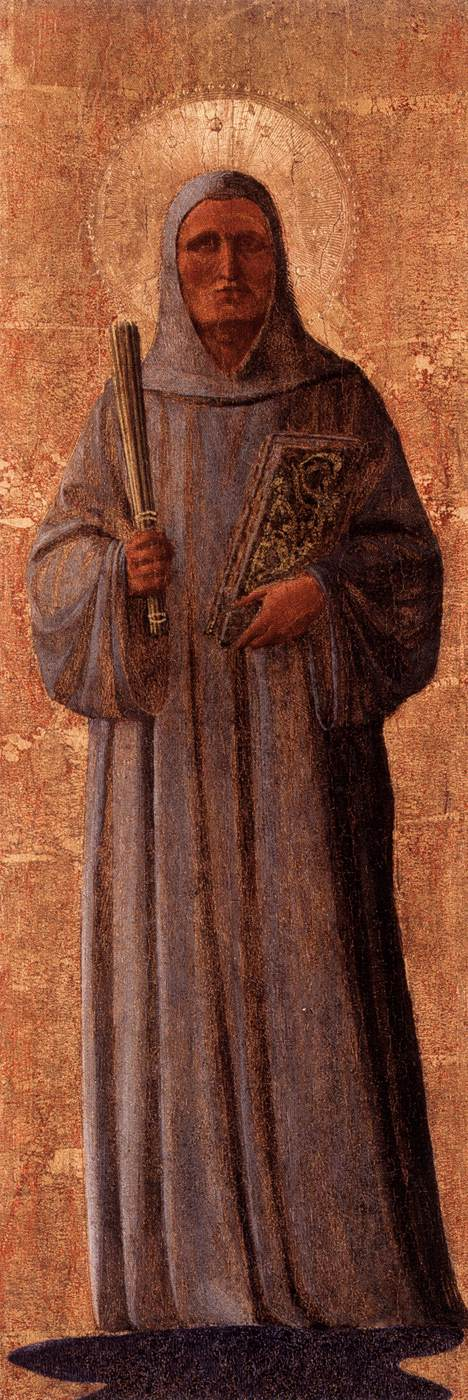
San Bernardo
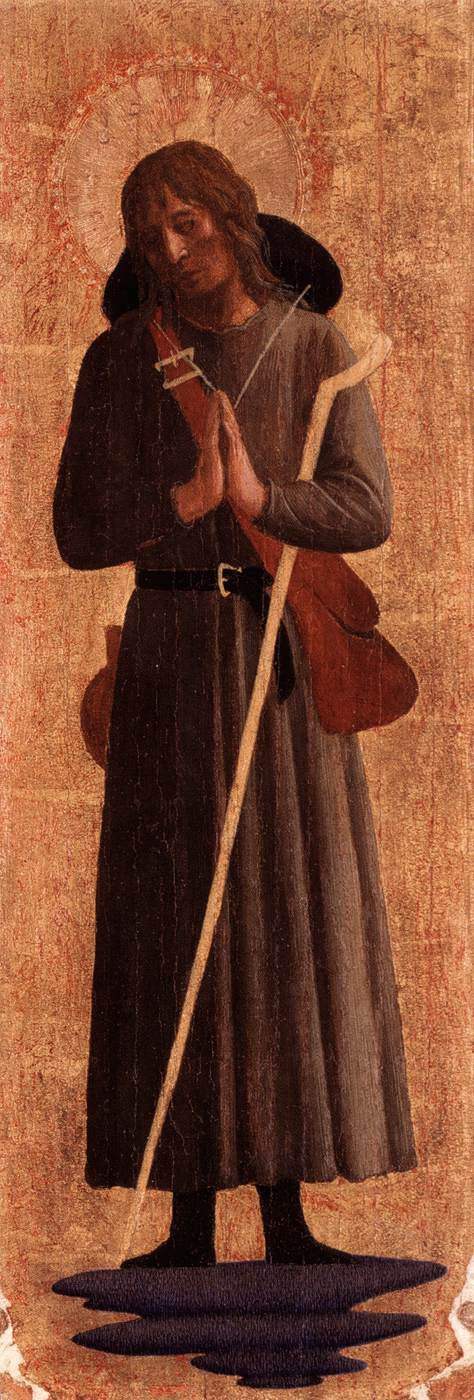
San Rocco
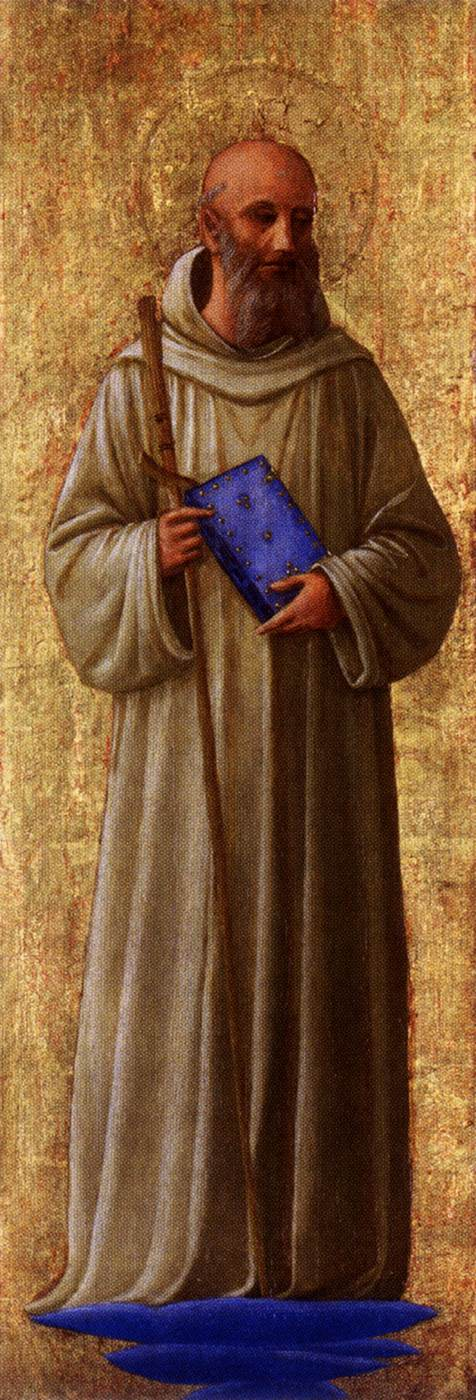
San Romualdo
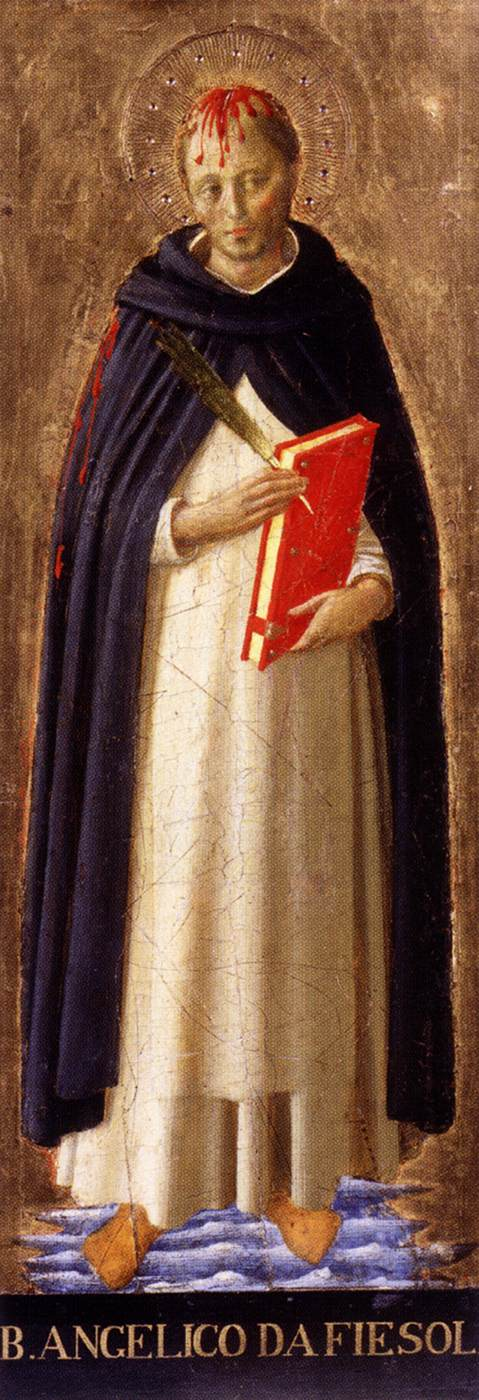
San Pietro Martire
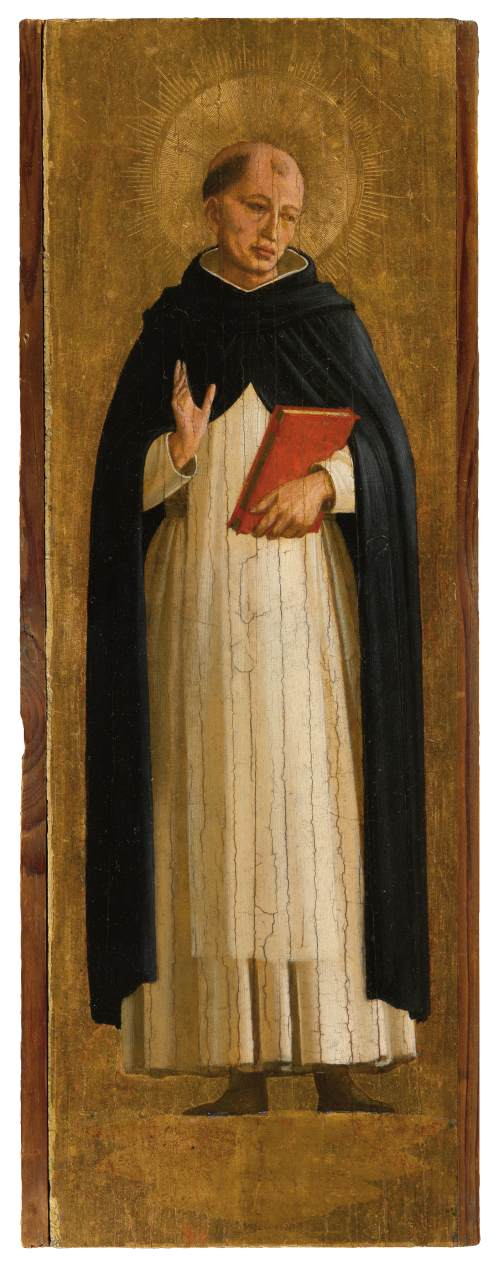
Beato Giordano di Sassonia
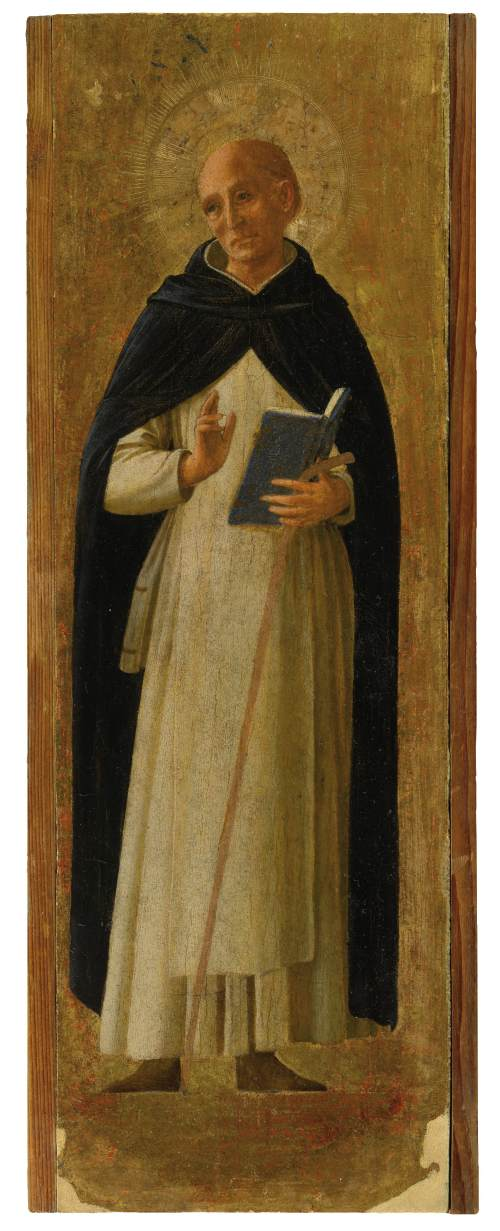
Beato Vincenzo Ferrer